# Latch
Ein Latch (engl. für Schnappschloss, Auffangregister), auch als zustandsgesteuertes Flipflop bezeichnet, ist eine bestimmte Ausführung eines elektronischen 1-Bit-Datenspeichers und bildet(e) die Grundlage für weite Bereiche der Digital-Hardware, insbesondere von CPU- und Peripherie-Chips.
Ein Latch hat neben dem Dateneingang mindestens einen zweiten Eingang (Enable oder Gate genannt), der die Betriebsart steuert: In der transparenten Phase folgt der Ausgang des Latches unmittelbar dem Dateneingang; in der Halte-Phase wird der letzte Zustand davor eingefroren. Zusätzlich zu diesem Steuereingang kann es je nach Ausführung weitere geben, z. B. einen Reset-Eingang, der bei mehreren Latches in einem Chip gern global für alle diese Einzellatches wirkt.
Im Gegensatz zu taktflankengesteuerten Flipflops ist ein Latch während der gesamten aktiven Taktphase transparent, d. h. Eingangsänderungen können den Ausgang sofort beeinflussen.

## Allgemeine Einordnung
Latches werden manchmal auch „Latch-Register“ genannt, sind aber keine Register im eigentlichen Sinne, die im Allgemeinen als flankengesteuerte Flipflops definiert werden.

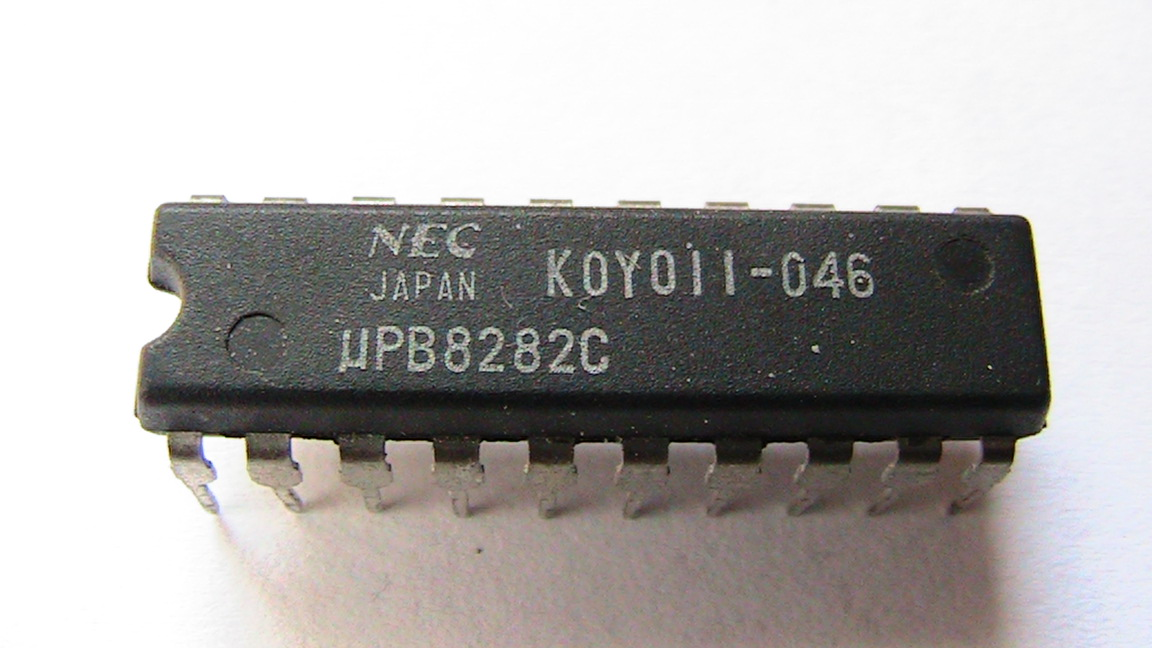
µPB8282C der Firma NEC, Japan

In der TTL-Reihe von Logikchips gibt es u. a. die Latches 7475, 74100, 74116, 74373, 74375 (siehe dazu auch die Liste von integrierten Schaltkreisen der 74xx-Familie). Darüber hinaus gibt es noch weitere Varianten, z. T. mit mehr Eingängen: Intel 8212, Intel 8282, Intel 8283.
In der heutigen Mikroelektronik, die fast ausschließlich flankengesteuert arbeitet, verlieren Latches stetig an Bedeutung. IBM und Intel entwickeln allerdings immer noch die meisten Schaltungen mit Latches als Grundelement.
Zur weiteren Verwandtschaft gehört in der Analogtechnik die Abtast-Halte-Schaltung (Sample & Hold).

## Latchen als Fehlererscheinung
Wenn man den Begriff als Verb latchen verwendet, meint man damit oft ein Fehlverhalten einer digitalen Hardwareschaltung. Sie bleibt in einem bestimmten Zustand stecken („dieser Zustand wird gelatcht“), obwohl die Eingangssignale eigentlich eine Änderung des Ausgangszustands erfordern. Ursache für solches Festhängen kann Überlastung einzelner Schaltungsteile sein, eine Race Condition oder auch thermischer Einfluss.